# Roz-sur-Couesnon
 Roz-sur-Couesnon  es una población y comuna francesa, situada en la región de Bretaña, departamento de Ille y Vilaine, en el distrito de Saint-Malo y cantón de Pleine-Fougères.

## Demografía
| 1211 | 1120 | 1006 | 953 | 921 | 952 |
| Para los censos de 1962 a 1999 la población legal corresponde a la población sin duplicidades (Fuente: INSEE [Consultar]) |      |      |     |     |     |